# Sanctuaire Sainte-Marie-de-l'Assomption de Mosta
La rotonde Sainte-Marie est l'église paroissiale et une basilique mineure de culte catholique située à Mosta à Malte. Elle possède l'une des plus grandes coupoles au monde, avec un diamètre intérieur de 37,2 mètres, construit à l'exemple du Panthéon de Rome,. Les murs de la rotonde sont larges de plus de 9 m pour pouvoir supporter le poids du dôme.

## Historique
La rotonde de Sainte-Marie est bâtie au xixe siècle d'après les plans de l'architecte maltais Giorgio Grognet de Vassé (it) sur le site d'une ancienne église. Pour ses dessins, Grognet de Vassé s'inspire du Panthéon de Rome.

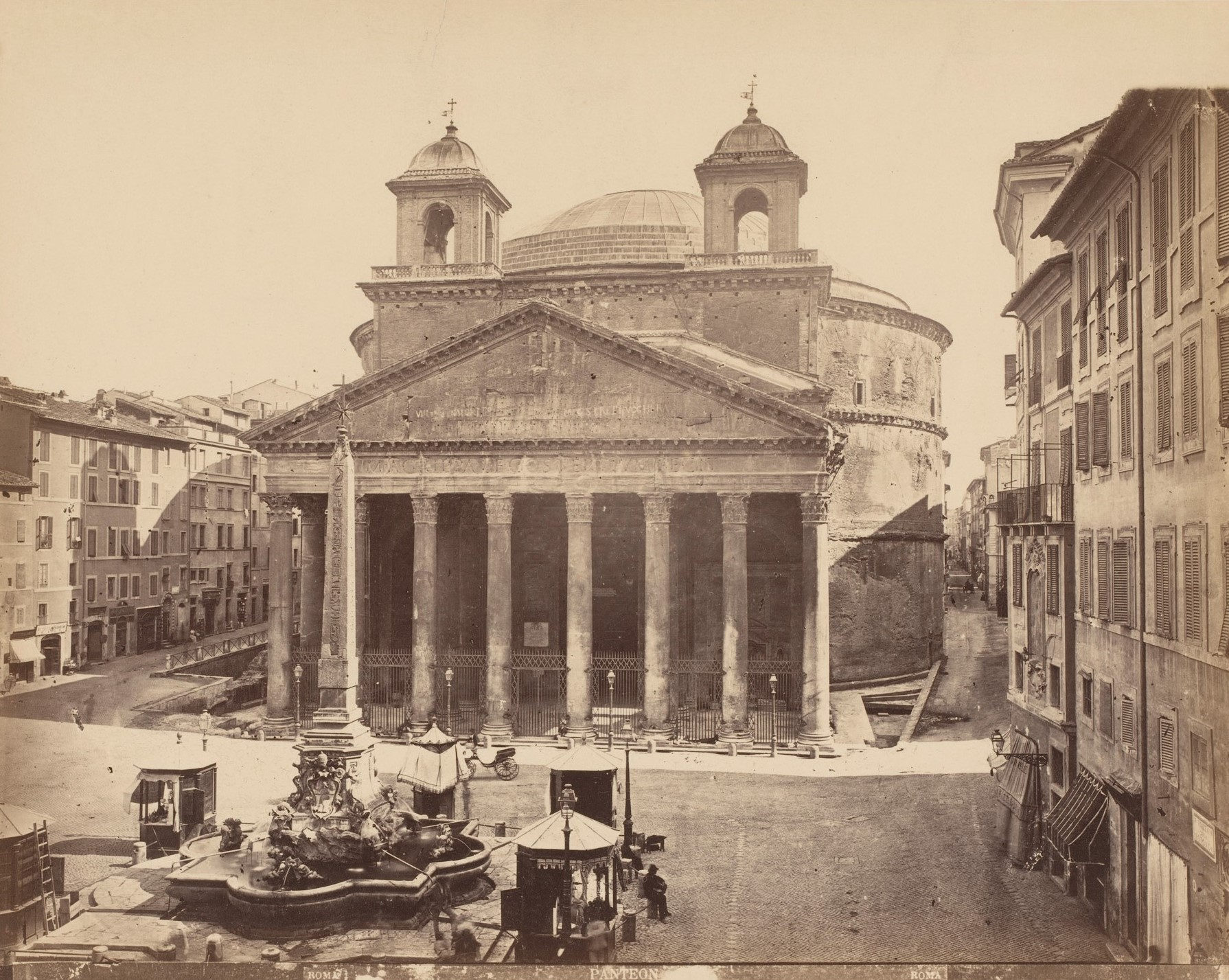
Le Panthéon de Rome dans la seconde moitié du XIXe siècle, quand il était encore affublé de ses deux clochetons, démontés en 1883.

La construction débute en mai 1833 et se termine dans les années 1860. L'église d'origine est préservée, tandis que la rotonde est construite autour, ce qui permet aux paroissiens de pouvoir se rendre sur leur lieu du culte malgré les travaux. L'église est consacrée le 15 octobre 1871.
En 2020, elle a été élevée au rang de basilique mineure par le pape François.

## Miracle de la bombe de Mosta
Le 9 avril 1942, lors d'un raid aérien, une bombe de 500 kg de la Luftwaffe transperce le dôme et atterrit au milieu d'une congrégation de plus de 300 fidèles venus pour la messe du soir. La bombe n'explose pas et ne fait aucune victime. Une réplique de la bombe est désormais exposée dans la sacristie à l'arrière du sanctuaire avec pour légende Il-Miraklu tal-Bomba, 9 ta' April 1942 (« Miracle de la bombe, 9 avril 1942 »). Une autre bombe frappe également le dôme, mais rebondit et n'explose pas non plus.

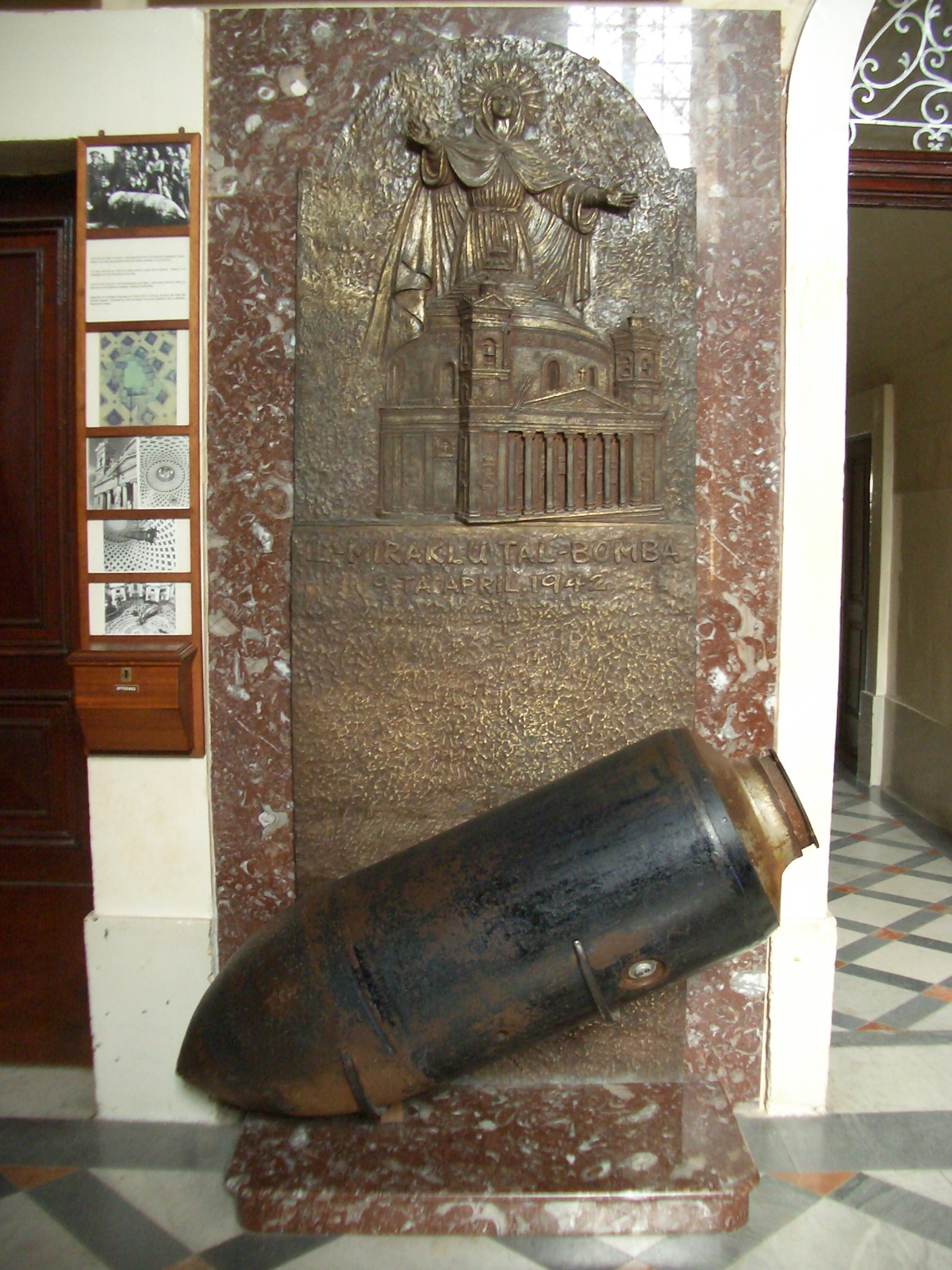
Réplique de la bombe qui a transpercé le dôme.

## Galerie

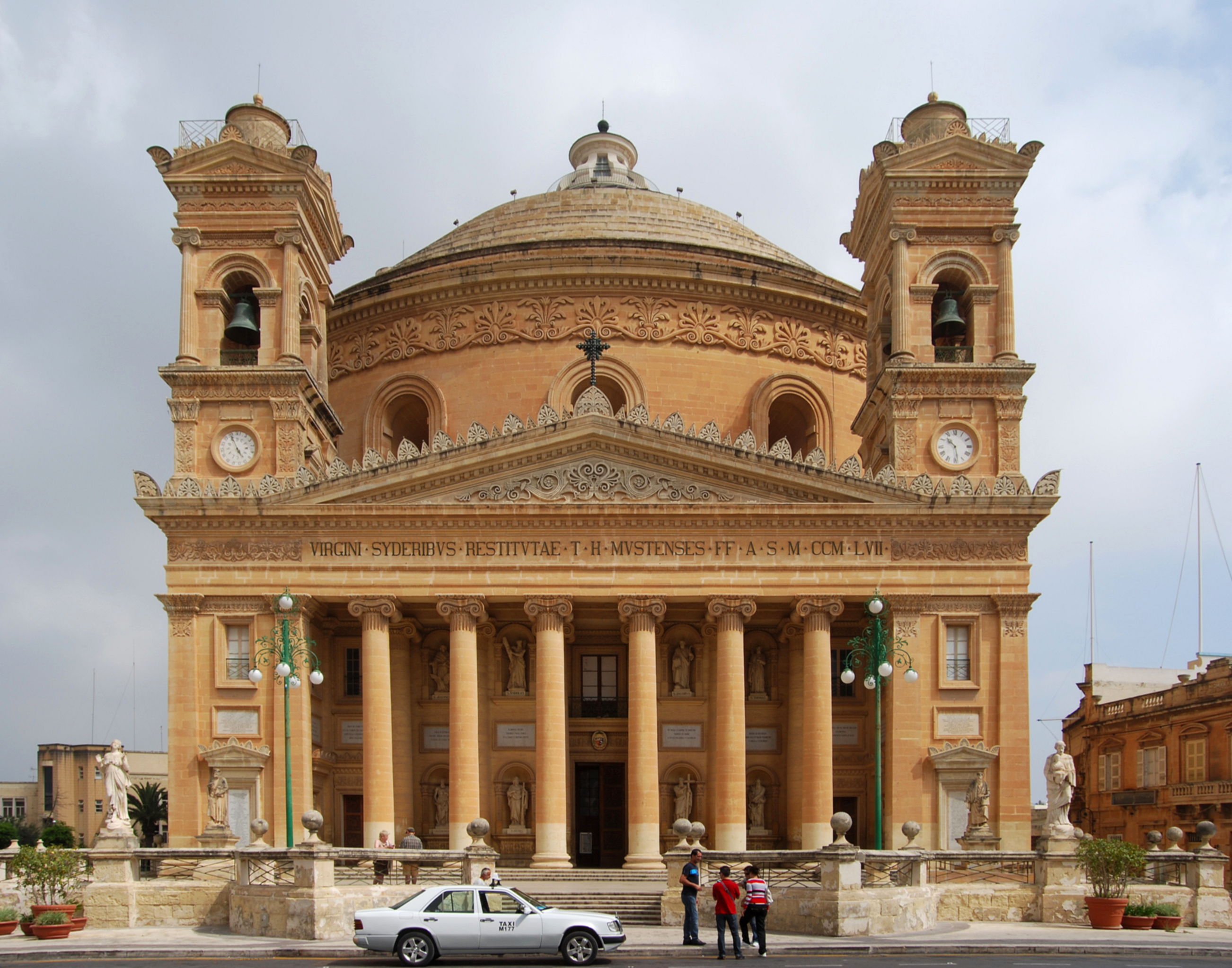
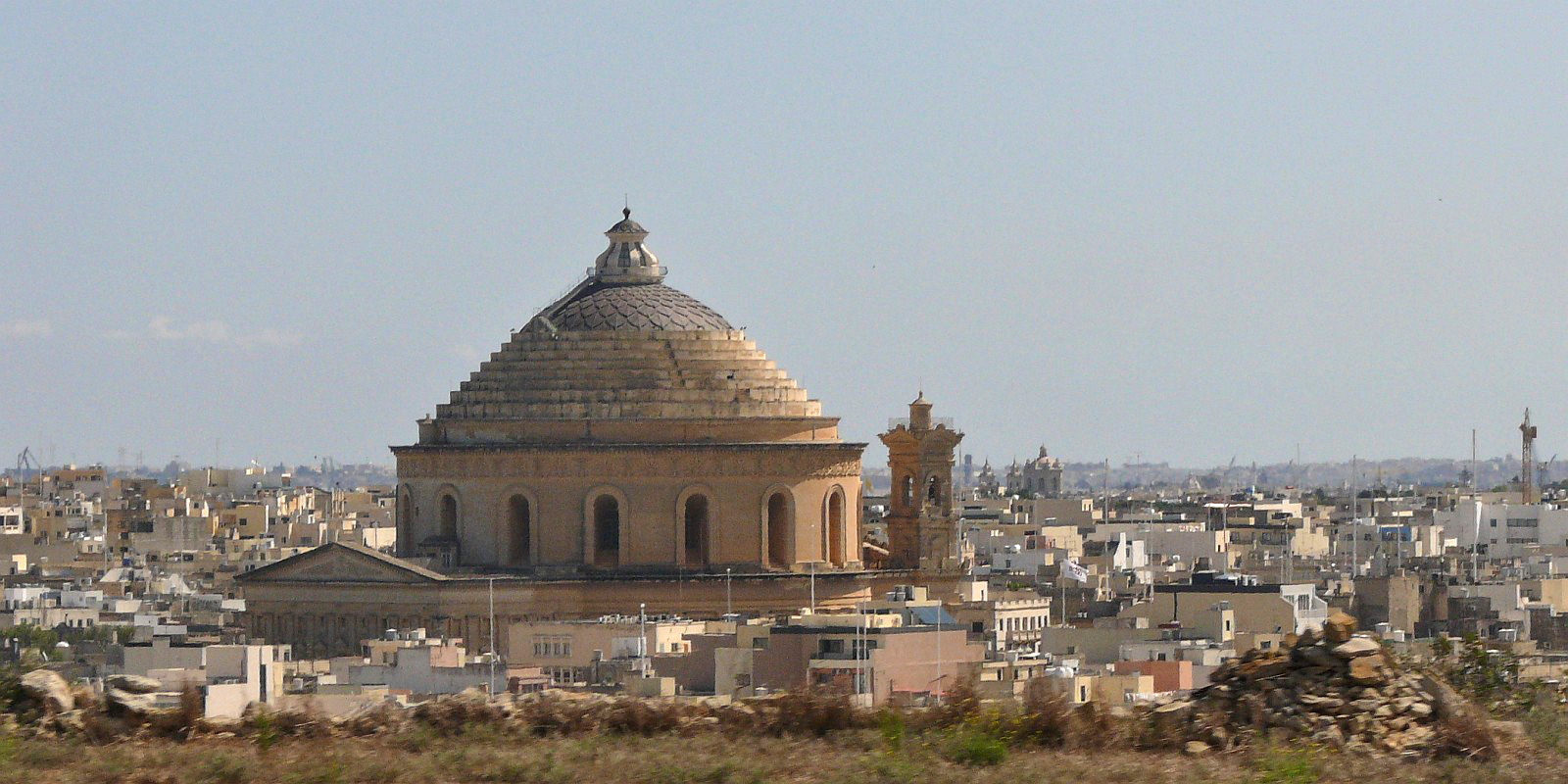
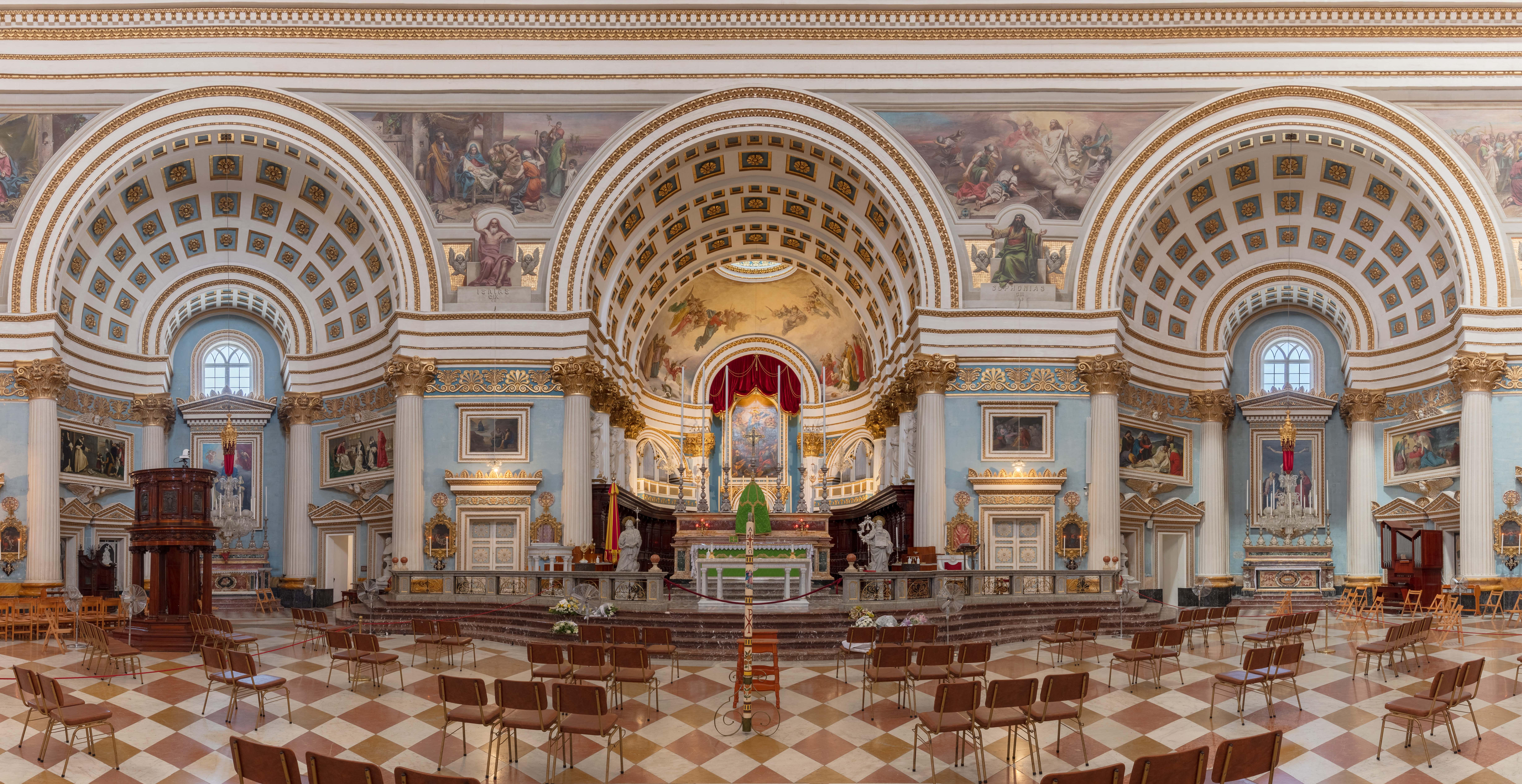
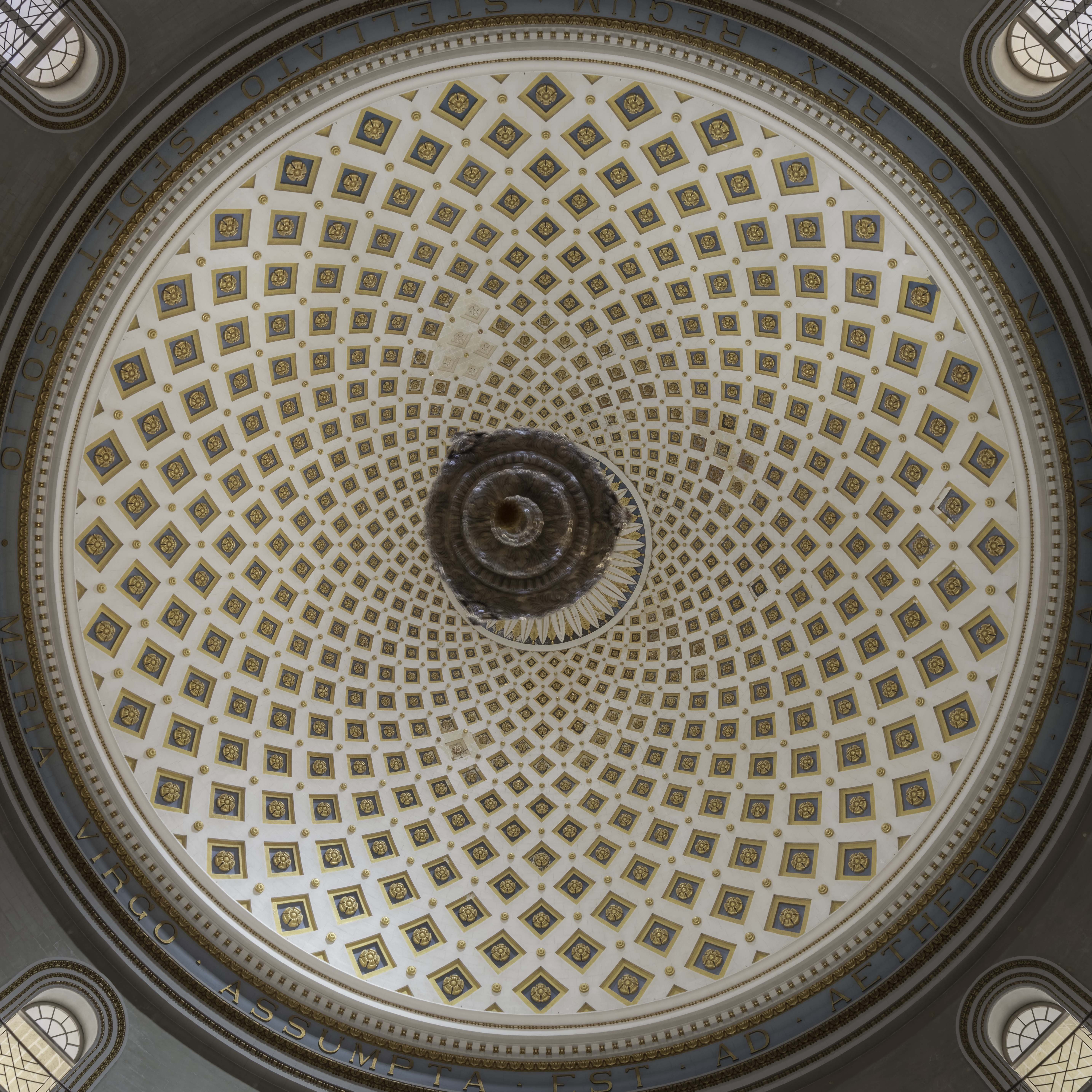
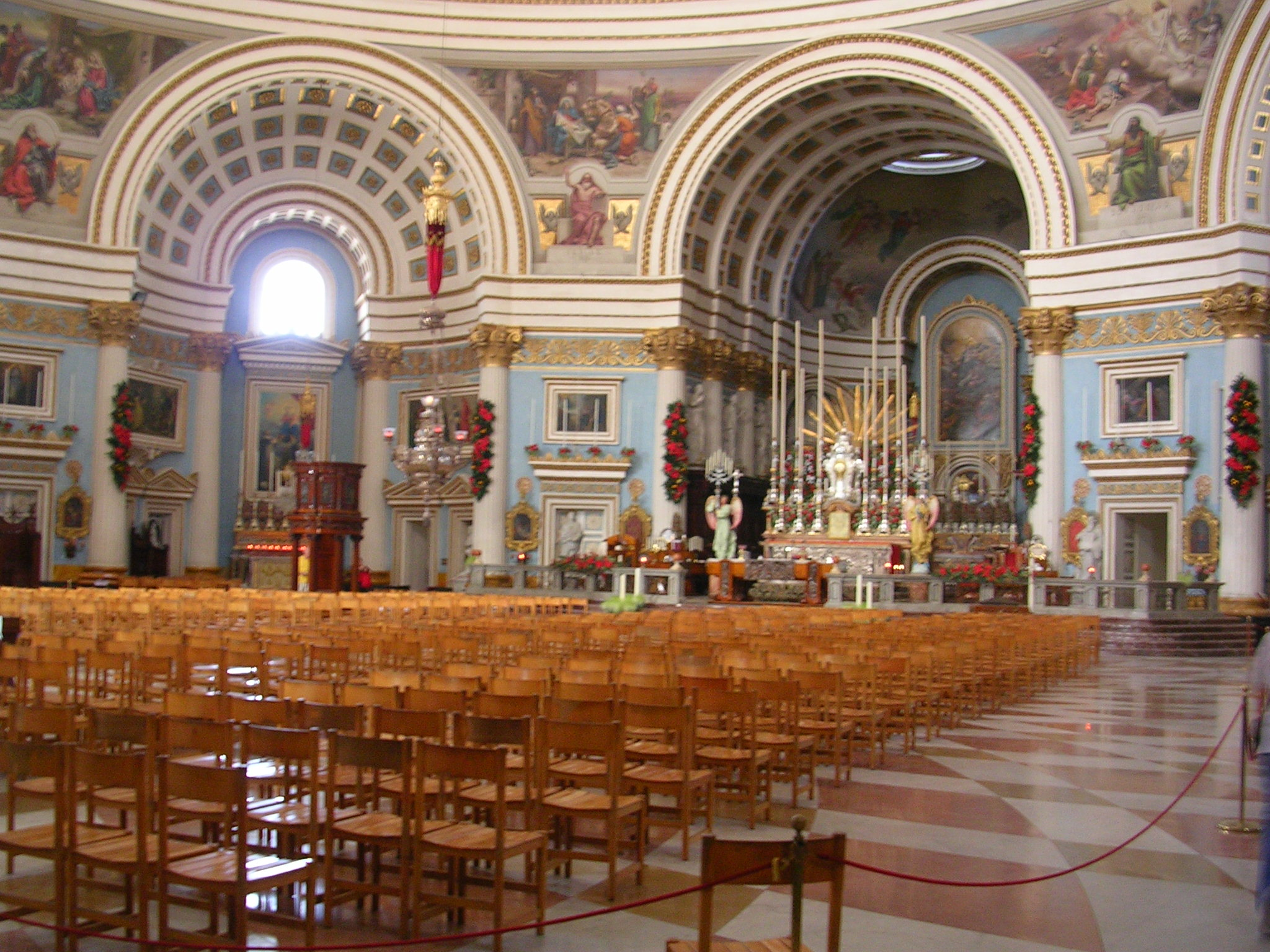
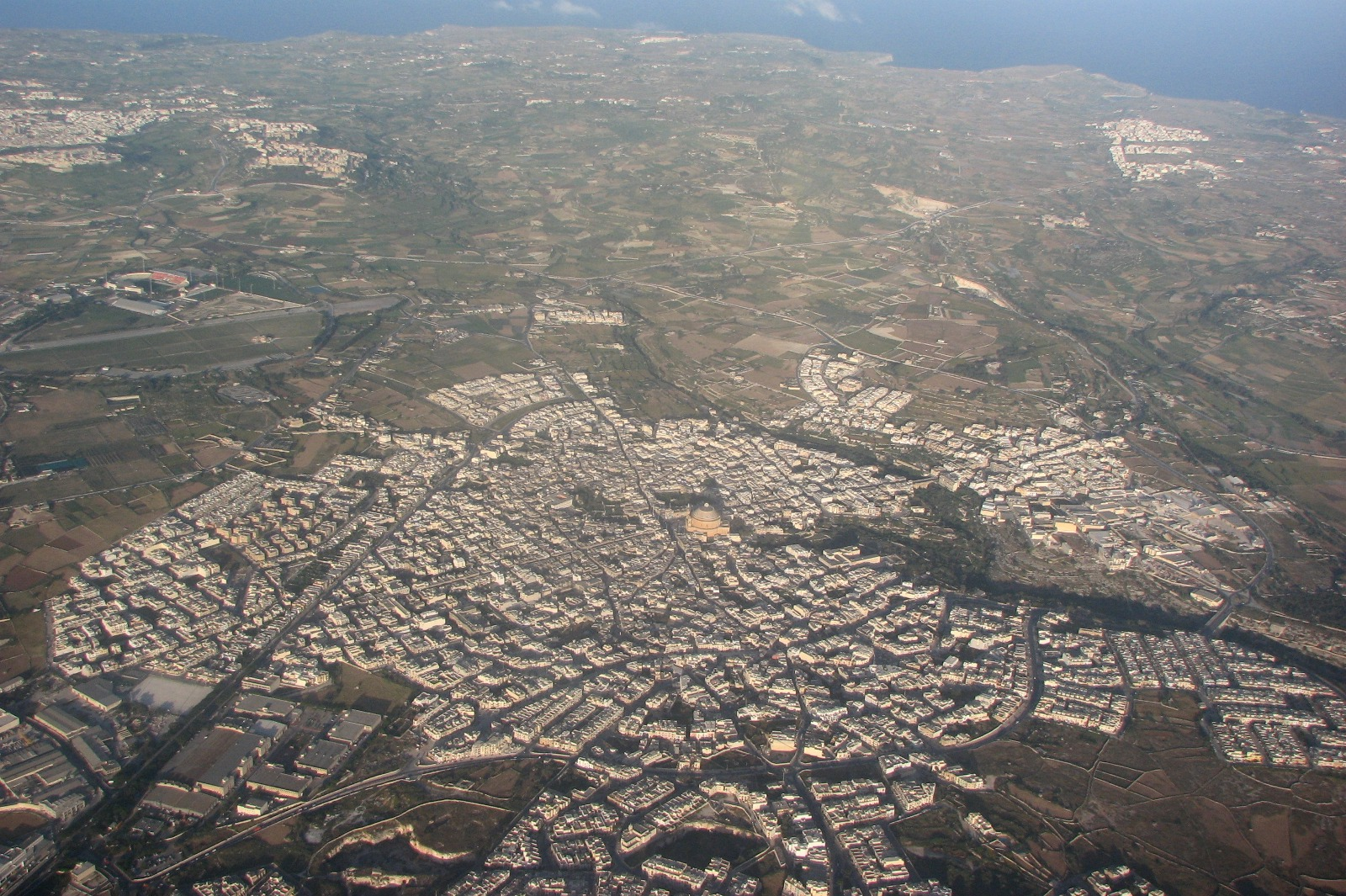

## Sources
- (en) William Macdonald, The Pantheon : design, meaning, and progeny, New York, Knopf Books for Young Readers, 2002, 160 p. (ISBN 978-0-674-01019-2, lire en ligne)
- (en) Raymond Cauchi, The Mosta Rotunda : short history & guide, Cauchi's Emporium, 1988 (lire en ligne)